# 国際調査報道ジャーナリスト連合
国際調査報道ジャーナリスト連合（こくさいちょうさほうどうジャーナリストれんごう、英語: International Consortium of Investigative Journalists; ICIJ）は、世界のジャーナリストが共同で調査報道を行うためのネットワークである。
1997年に発足した。現在70か国200人以上のジャーナリストが参加し、コンピュータの専門家・公的文書の分析家・事実確認の専門家・弁護士らが協力する。ワシントンD.C.の事務所にスタッフ20人が常駐している。
活動資金は個人・団体からの寄付金で賄われ、政府からの資金は受けない。寄付を行う団体には、オランダのアッデシウム財団（Adessium Foundation）、オープン・ソサエティ財団、シグリッド・ラウシング基金、フォード財団、フリット・オルド財団、ピューリッツァー危機報道センターなどがある。
パナマ文書やパンドラ文書の分析を行なった事で世界的に有名になった。